# Simion Cuciuc
Simion Cuciuc (?, 4 de julho de 1941) é um ex-canoísta romeno especialista em provas de velocidade.

## Carreira
Foi vencedor da medalha de bronze em K-4 1000 m em Tóquio 1964, junto com os seus colegas de equipa Atanase Sciotnic, Mihai Ţurcaş e Aurel Vernescu.